# Erwan Le Prado
Erwan Le Prado, né en 1978, est un organiste français, titulaire des grandes orgues de l'église Saint-Étienne de Caen.

## Biographie

### Formation
Erwan Le Prado commence sa formation au conservatoire de Caen. Il étudie l'orgue avec Pierre Pincemaille et André Isoir. Il obtient le premier prix d'orgue de la Ville de Paris, puis du CNR de Boulogne. A 15 ans, il entre au Conservatoire national supérieur de musique et de danse de Paris, dans la classe de Michel Chapuis et d'Olivier Latry. Il obtient plusieurs premiers prix, en orgue, improvisation, basse continue, harmonie, contrepoint, fugue et écriture du XXe siècle,. Il se perfectionne avec Marie-Claire Alain.
En 2000, il remporte le prix international de Chartres.

### Carrière
Erwan Le Prado est organiste co-titulaire de l'orgue Cavaillé-Coll de l'abbatiale Saint-Étienne de Caen, et de l'orgue Parisot de Notre-Dame de Guibray à Falaise. Il participe à divers festivals et événements (12e festival d'orgue de Brunoy, 26e festival du Comminges, festival « Biarritz en Chamades », inauguration de l'orgue de l'église Saint-Nicolas de Granville...).
Il mène une carrière de concertiste international, en donnant des concerts en France, au Luxembourg, en Allemagne, en Ouzbékistan...
Il est professeur d'orgue au conservatoire de Caen. Parmi ses élèves, on peut citer David Cassan. 